# Villamoratiel de las Matas
Villamoratiel de las Matas è un comune spagnolo di 193 abitanti situato nella comunità autonoma di Castiglia e León.